# Tunesische grondwetgevende verkiezingen 2011

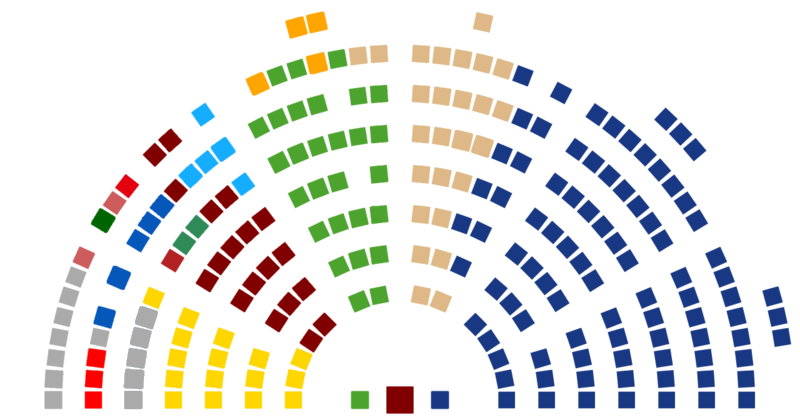
Zetelverdeling:
89 Ennahda-beweging
29 Congres voor de Republiek
26 Volkspetitie
20 Democratisch Forum voor Arbeid en Vrijheid
16 Progressieve Democratische Partij
5 Het Initiatief
5 Democratische Modernistische Pool
4 Afek Tounes
3 Tunesische Communistische Arbeiderspartij
2 Volksbeweging
2 Beweging van Socialistische Democraten
1 Vrije Patriottische Unie
1 Democratische Patriotten Beweging
1 Maghrebijnse Liberale Partij
13 Andere partijen en onafhankelijken

Op 23 oktober 2011 werden in Tunesië vrije verkiezingen gehouden voor een grondwetgevende vergadering. Dit gebeurde naar aanleiding van de Jasmijnrevolutie tegen het regime van Zine El Abidine Ben Ali, die op 14 januari 2011 het land ontvluchtte. Een interim-regering ging op de eisen van de duizenden voor meer vrijheid en democratie demonstrerende burgers in door een nieuwe grondwet aan te kondigen, die door een door het volk gekozen raad zou worden ontworpen. Ook zou de raad een interim-regering vormen voor zolang er nog geen nieuwe grondwet is daarna zullen er nieuwe parlementsverkiezingen plaatsvinden. Op 3 maart 2011 werd bekendgemaakt dat op 24 juli verkiezingen voor een grondwetgevende vergadering zouden worden gehouden, die echter op 8 juni naar 23 oktober werden verschoven.

## Uitslag
Er deden 112 politieke partijen mee, waarvan sommigen zoals de Ennahda-beweging en het Congres voor de Republiek al langer bestonden maar verboden waren, en anderen in 2011 nieuw waren opgericht zoals de Volkspetitie. Overigens hebben de meeste partijen naast een Arabische ook Franse naam omdat dit in Tunesië in belangrijke mate nog de taal van de elite is sinds het in 1956 onafhankelijk werd van Frankrijk. De gematigd islamitische partij Ennahda haalde 37,04% en werd daarmee de grote winnaar, maar moest een coalitie vormen voor een meerderheid.
| Partij                     | Partij                                                       | Stemmen   | %        | Zetels |
| -------------------------- | ------------------------------------------------------------ | --------- | -------- | ------ |
|                            | Ennahda-beweging ("Wedergeboorte")                           | 1,501,320 | 37,04    | 89     |
|                            | Congres voor de Republiek (Mottamar, CPR)                    | 353,041   | 8,71     | 29     |
|                            | Volkspetitie (Aridha, PP)                                    | 273,362   | 6,74     | 26     |
|                            | Democratisch Forum voor Arbeid en Vrijheid (Ettakatol, FDTL) | 273,362   | 7,03     | 20     |
|                            | Progressieve Democratische Partij (PDP)                      | 159,826   | 3,94     | 16     |
|                            | Het Initiatief                                               | 129,120   | 3,19     | 5      |
|                            | Democratische Modernistische Pool (PDM)                      | 113,005   | 2,79     | 5      |
|                            | Afek Tounes                                                  | 76,488    | 1,89     | 4      |
|                            | Tunesische Communistische Arbeiderspartij (PCOT)             | 63,652    | 1,57     | 3      |
|                            | Volksbeweging                                                | 63,652    | 0,75     | 2      |
|                            | Beweging van Socialistische Democraten                       | 22,830    | 0,56     | 2      |
|                            | Vrije Patriottische Unie                                     | 51,665    | 1,26     | 1      |
|                            | Democratische Patriotten Beweging                            | 33,419    | 0,83     | 1      |
|                            | Maghrebijnse Liberale Partij                                 | 19,201    | 0,47     | 1      |
|                            | Democratische Sociale Natie Partij                           | 15,534    | 0,38     | 1      |
|                            | Nieuwe Destour Partij                                        | 15,448    | 0,38     | 1      |
|                            | Progressieve Strijd Partij                                   | 9,978     | 0,25     | 1      |
|                            | Rechtvaardigheid en Gelijkheid Partij                        | 7,621     | 0,19     | 1      |
|                            | Culturele Unionistische Natie Partij                         | 5,581     | 0,14     | 1      |
|                            | Onafhankelijken                                              | 62,293    | 1,54     | 8      |
|                            | Niet-vertegenwoordigde lijsten                               | 1,290,293 | 31,83    | -      |
| Totaal (opkomst : 51,97 %) | Totaal (opkomst : 51,97 %)                                   | 4,308,888 | 100,00 % | 217    |

## Coalitievorming
Ennahda bereikte een coalitieakkoord met het CPR en Ettakatol, en op 23 december 2011 trad de interim-regering-Jebali aan. De coalitie bezit 138 van de 217 zetels in de grondwetgevende vergadering (63,6%). Moncef Marzouki (CPR) werd interim-president, Hamadi Jebali (Ennahda) werd interim-premier en Moestafa Ben Jaafar (Ettakatol) werd voorzitter van de grondwetgevende vergadering (parlementsvoorzitter).